# Charalá
Charalá – miasto w Kolumbii, w departamencie Santander.
W mieście urodził się kandydat na prezydenta Kolumbii, Luis Carlos Galán.